# Hedysarum kamcziraki
Hedysarum kamcziraki là một loài thực vật có hoa trong họ Đậu. Loài này được Karimova miêu tả khoa học đầu tiên.